# Placówka Straży Celnej „Boguszowice”

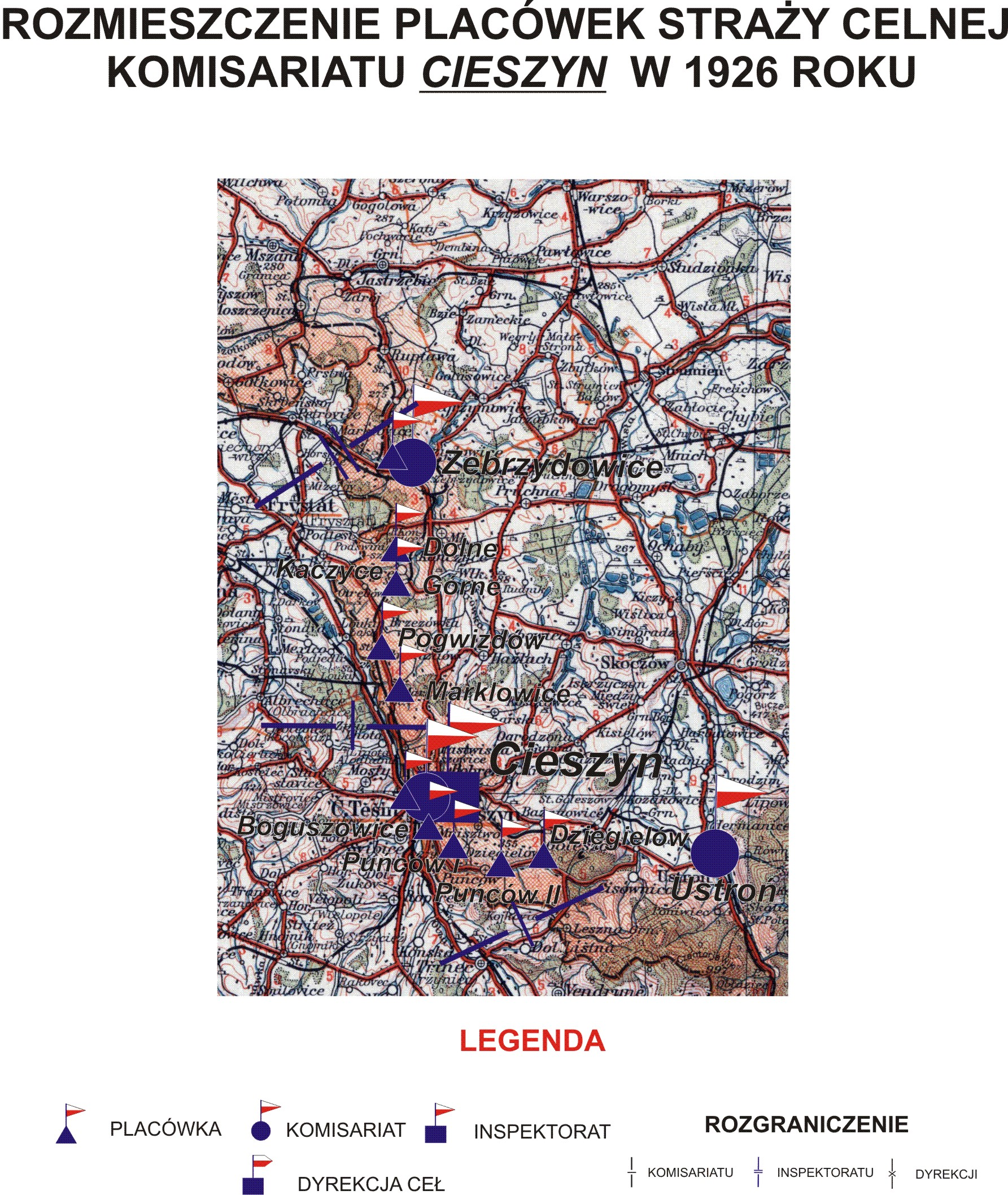
Rozmieszczenie placówek SC Komisariatu Cieszyn w 1926 r.

Placówka Straży Celnej „Boguszowice” – jednostka organizacyjna Straży Celnej pełniąca w okresie międzywojennym służbę ochronną na granicy polsko-czechosłowackiej.

## Formowanie i zmiany organizacyjne
Na wniosek Ministerstwa Skarbu, uchwałą z 10 marca 1920 roku, powołano do życia Straż Celną. Od połowy 1921 roku jednostki Straży Celnej rozpoczęły przejmowanie odcinków granicy od pododdziałów Batalionów Celnych. Proces tworzenia Straży Celnej trwał do końca 1922 roku. Placówka Straży Celnej „Boguszowice” weszła w podporządkowanie komisariatu Straży Celnej „Cieszyn” z Inspektoratu SC „Cieszyn”.
W drugiej połowie 1927 roku przystąpiono do gruntownej reorganizacji Straży Celnej. W praktyce skutkowało to rozwiązaniem tej formacji granicznej. Ochronę północnej, zachodniej i południowej granicy państwa przejęła powołana z dniem 2 kwietnia 1928 roku Straż Graniczna.
Rozkazem nr 4 z 30 kwietnia 1928 roku w sprawie organizacji Śląskiego Inspektoratu Okręgowego dowódca Straży Granicznej gen. bryg. Stefan Pasławski powołał komisariat Straży Granicznej „Cieszyn”. Placówka Straży Granicznej I linii „Boguszowice” znalazła się w jego strukturze.

## Funkcjonariusze placówki
Kierownicy placówki
| stopień            | imię i nazwisko, numer | okres pełnienia służby | kolejne stanowisko |
| ------------------ | ---------------------- | ---------------------- | ------------------ |
| starszy przodownik | Michał Czyrski (135)   | był w 1926             |                    |

Obsada personalna placówki w 1926:
- starszy przodownik Michał Czyrski (135)
- przodownik Ludwik Dencikowski (182)
- przodownik Roman Jankowski (749)
- starszy strażnik Władysław Kuczyński (503)
- starszy strażnik Karol Kubiczek (532)
- starszy strażnik Franciszek Wilczak (1103)
- strażnik Walenty Bołdys (29)
- strażnik Franciszek Gabzdyl (1189)
- strażnik Paweł Iwański (381)
- strażnik Jan Kiełcz (489)
- strażnik Wawrzyniec Klimera (420)
- strażnik Tadeusz Kobrzyński (438)
- strażnik Piotr Kostkowicz (535)
- strażnik Antoni Młodecki (668)
- strażnik Szczepan Noculak (713)
- strażnik Stefan Pelczyk (751)
- strażnik Wilhelm Pawletko (753)
- strażnik Emanuel Pytel (1107)
- strażnik Jan Szczęsny (978)
- strażnik Zbigniew Smalec (888)
- strażnik Stanisław Stępniewski (862)
- strażnik Bolesław Zub (1146)